# Salamat & Nazakat Ali Khan
Ustad Salamat Ali Khan (1934, Shamchaurasi, Punjab – 2001) et Nazakat Ali Khan (1932 – 1983) sont deux frères d'origine pakistanaise, chanteurs de musique classique dite « soufis ». Ils étaient les plus grands interprètes de musique savante dite khyal au Pakistan.

## Biographie
Ils appartenaient à une famille de musiciens de la Shamchaurasi gharânâ, créée au XVIe siècle par Mian Chand Khan et Mian Suraj Khan, contemporain de Mian Tansen à la cour de l'empereur moghol Akbar. Cette école était réputée pour ses jugalbandi (« duos ») de dhrupad. Mian Karim Bukhsh Majzoob, ustad Ahmed Ali Khan, ustad Niaz Hussain Shami, et leur père ustad Vilayat Ali Khan étaient illustres en leur temps. 
Ils ont été initiés par leur père à 5 et 7 ans, d'abord au dhrupad, puis au khyal. Deux ans plus tard, ils commencèrent leur carrière à la Harballabh Mela en 1941 aux côtés des plus grands maîtres indiens. Ce fut le départ de leur succès régional, puis à la All India Radio, et deux enregistrements chez Grammophon furent publiés. En 1944, ils furent invités à la cour du maharajah de Champanagar, puis chantèrent aux festivals d'Allahabad et Gwalior. Ils y rencontrèrent ustad Rajab Ali Khan de Dewas qui les influença profondément. En 1945, le festival All-India Music à Calcutta les mit aux côtés des plus grands à nouveau. En 1946, ils firent une tournée en Inde, notamment aux cours de Gwalior, Hyderabad et Patiala. Ils n'avaient que douze treize ans.
À la suite de la partition de l’Inde et du Pakistan, ils s'établirent à Multan et se firent discrets pendant quelques années, jouant rarement à Bahawalpur et étudiant le style kafi proche du soufisme. Dès 1950, ils acquirent à nouveau la renommée dans tout le Pakistan grâce à Radio Pakistan et ils s'établirent à Lahore. Incorporant le « kafi » (très populaire) à leur répertoire, ils firent une nouvelle tournée du pays en 1953, jouant à la Harballabh Mela, qui leur ouvrit les frontières. En 1955, ils donnèrent de nombreux concerts en Inde très appréciés, notamment à la All India Music Conference de Calcutta. Ils gagnèrent ainsi le titre d’ustad (« maître »). Suivirent d'autres concerts dont les mémorables Swami Haridas music conference à Bombay en 1957 et la All Pakistan Music Conference à Lahore en 1959 qui firent d'eux les nouveaux chefs de file de la musique hindoustanie. 
Proche du style de Patiala (représenté par ustad Ashiq Ali Khan et ustad Bade Ghulam Ali Khan), ils bénéficiaient aussi de leur formation dhrupad. Nazakat était plus à l'aise dans le mouvement lent alâp, installant le râga, tandis que Salamat trônait dans la partie rapide, le drut ou le gat, où il effectuait des taans (« improvisations »), des sargams (« solmisations ») et des layakari (« modulation rythmique », notamment en tilwara, ikwaai, punjabi dhamar et soolfakhta). Ils étaient particulièrement doués pour l'interprétation des râgas Rageshri, Abhogi Kanada, Gorakh Kalyan et Malkauns.
En 1961, le Gouvernement du Pakistan les récompensa, ainsi que fit en 1967, le roi King Zahir Shah d'Afghanistan. Ils firent en 1969 une tournée en Europe et aux États-Unis ils furent célébrés comme les « Ali brothers ». En 1974, leur carrière s'arrêta soudain à la suite d'un différend entre eux. Tout espoir de réunion s'effondra à la mort de Nazakat. 
Salamat devait poursuivre sa carrière en solo avant d'introduire son fils Sharafat Ali Khan pour l'accompagner. Plus récemment, son autre fils Shafqat Ali Khan l'accompagnait aussi. 
En 1978, Salamat subit une attaque lors d'un concert à Londres. Contre l'avis des médecins, il revint sur scène après avoir perdu sa voix. Il publia son autobiographie Main aur Mausiqui (« Moi et la musique »). Il créa nombre de râgas (Madhkauns, Shamwati, Thames, Nandeshwari, Jog Kanada, Madh Kalyan, Roopdhani, Roopawati Kalyan, Milan Gandhar, Abhogi Kauns, Lagan Kauns et Kanwal Bhairav) et de bandish (« composition ») appelés Man Rang. Il n'hésita pas à faire de la musique fusion afin de sensibiliser les audiences les plus disparates.
Bien que formé par son père, Salamat devait toujours honorer ses autres maîtres : son oncle ustad Niaz Hussain Shami, ustad Bade Ghulam Ali Khan, ustad Ashiq Ali Khan, ustad Tawakkal Hussain Khan, son beau-père Baba Natthu Khan, Pandit Pran Nath, ustad Habib Khan Beenkaar et le père de ustad Nusrat Fateh Ali Khan, ustad Fateh Ali Khan Qawwal. 
Malgré son succès, il resta humble, jovial et généreux. Il fut aussi un guru pour ses fils Sharafat, Sakhawat, Latafat, et Shafqat Ali Khan, son petit-fils Shujaat Ali Khan et d'autres membres de la famille tels Hussain Bukhsh Guloo, Imtiaz Ali Khan, Riaz Ali Khan et Rafaqat Ali Khan, mais aussi Abida Parveen, Taj Multani, Nazir Afridi et Aqeel Manzoor. Il forma aussi sa fille Riffat et l'autorisa à jouer en public. 
Durant les années 1990, sa santé déclina, et ralentit le nombre de ses performances, jusqu'en 1998 où il se retira. 

## Discographie
- Princess of the Sea,
- Legendary Khyal Maestros : Raga Darbari Kanarra (1993, World Network 55.837) (OCLC 781133995)